# Gran Casino Sardinero

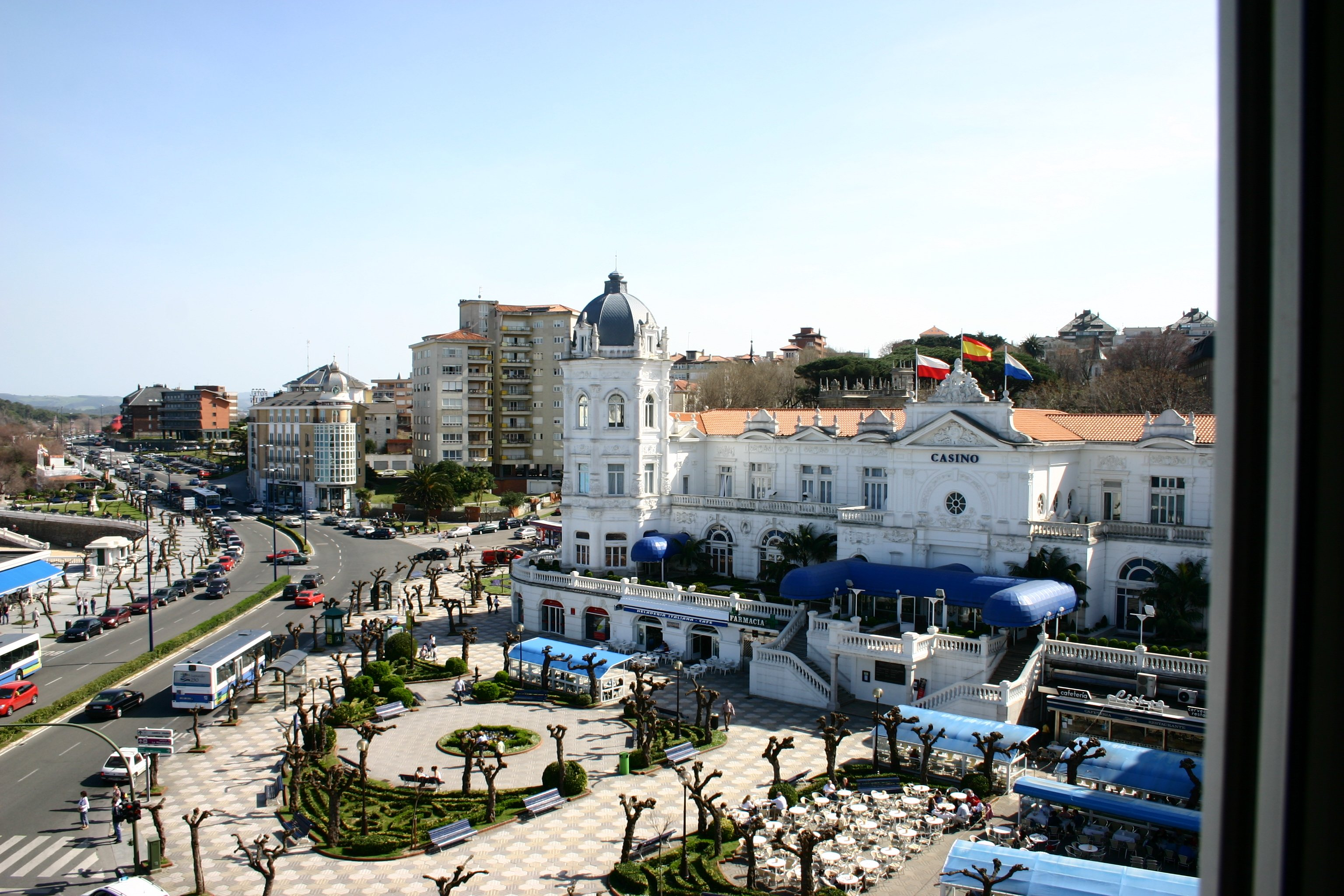
La plaza de Italia y el casino, visto desde el Hotel Sardinero

El Gran Casino Sardinero es un destacado casino de juego de la ciudad de Santander en la comunidad autónoma de Cantabria (España). Está ubicado en El Sardinero, concretamente en la plaza de Italia.

## Historia
El edificio fue construido por la Sociedad Amigos del Sardinero, basado en el proyecto del arquitecto Eloy Martínez del Valle. Fue inaugurado en el año 1916 por el presidente de la Sociedad el Dr. Sánchez-Saráchaga y Rioz. Nada tiene que ver este casino con el que se edificara en 1870 en el mismo lugar y que fue escenario durante muchos años de numerosas fiestas, en las que se dieron cita Amadeo de Saboya, Alfonso XIII, Victoria Eugenia, así como familias de la aristocracia nacional e internacional que acudían a Santander atraídos por la belleza de sus playas.
Este segundo edificio compaginó la ruleta y el bacará con los bailes, cotillones y la puesta en escena de obras teatrales, musicales y compañías de ópera que se sucedían en su teatro. No por ello dejó de ser el punto neurálgico de las diversiones estivales, situación que, sin embargo, sufrió un notable giro durante la posguerra. El cierre casi total de sus instalaciones, salvo el teatro, que fue destinado a sala cinematográfica de arte y ensayo, se mantuvo hasta el 1 de diciembre de 1978, fecha en que se reabrió exclusivamente como casino de juego, tras la restauración llevada a cabo por el arquitecto Ricardo Lorenzo, que conservó el estilo neoclásico con apuntes modernistas.
Actualmente cuenta con una sala de juego, y una sala de máquinas de azar, un restaurante, tres comedores, dos bares, instalados en cada una de las salas de juego; una cafetería y una sala de fiestas. También cuenta con una sala de exposiciones donde suele ser habitual la presencia de obras de arte de distintos autores. Los juegos que se practican en la sala de juego son la ruleta de un solo 0, black-jack, poker sin descarte, y máquinas de azar y ruletas electrónicas en la sala de máquinas. Actualmente se ha incorporado la modalidad de texas holdem a modo de torneos.
El Gran Casino Sardinero patrocina y organiza diversos actos culturales y deportivos (Festival Internacional de Santander, concursos fotográficos, exposiciones de escultura y pintura; bolos, fútbol, remo y otras actividades.

## Curiosidades
- Muchas secuencias en el interior del Casino, en la plaza de Italia y Hotel Sardinero y Puertochico de la película (anglo española 1981) Blak Jack Asalto al Casino. Director Max H. Buloix, con Peter Cushing, Claudine Auger, Hugo Stiglitz, Brian Murphy, Dan Forrest, Fernando Sancho, Eduardo Fajardo, José Bodalo, Andrés Resino, Victoria Vera.

- Varias secuencias del final de la película española Airbag (1997), dirigida por el director Juanma Bajo Ulloa, fueron rodadas en los exteriores del Casino del Sardinero.